# Monasterio de la Virgen del Milagro (Cocentaina)
El monasterio de la Virgen del Milagro de Cocentaina (Provincia de Alicante, España) ocupa parte del palacio de los Condes, siendo, desde el punto de vista artístico, el monasterio la parte más interesante. Se inició su construcción el 20 de septiembre de 1656 y el 20 de enero de 1670 era trasladada la Virgen del Milagro a su nuevo templo, por lo que se deduce que deberían estar terminadas las obras. La fachada se caracteriza por la total ausencia de decoración; una enorme portalada de medio punto da acceso al monasterio.
En el interior del monasterio existen varias obras de arte; de ellas merece especial mención el retablo gótico del siglo XV de Santa Ana con María y el Niño. Un icono bizantino del siglo XVI de la Virgen Hodigitria, así como el reclinatorio del Conde, entre otras más.
En el interior del monasterio hay que destacar la colección de cuadros del pintor napolitano Paolo de Mattei donados por el conde de Cocentaina, Francisco de Benavides, en 1697. Otro artista italiano, Antonio Aliprandi, es el autor de la decoración de la capilla Mayor, obra escenográfica de estilo barroco decorativo que llevó a cabo entre 1704 y 1705.
También cabe destacar el zócalo de azulejos del siglo XVII, el púlpito, la puerta de la sacristía, dos cuadros del camarín y una lápida de mármoles con inscripción de bronce al pie del altar, así como un escudo de los condes de Cocentaina de estuco policromado ubicado sobre el arco del presbiterio; acompañan al escudo dos figuras alegóricas y querubines, pintados en el mismo arco.